# Битка при Блиска
Битката при Блиска е решителното сражение в конфликт между множество васали на Унгария на западните Балкани, състояло се в късното лято или началото на есента на 1322 г.
В битката се сблъскват банът на Хърватия Младен II Шубич с бана на Славония Иван Бабонич и подкрепяща го коалиция от местни феодални владетели и далматински градове. Шубич претърпява тежко поражение, а малко по-късно в района пристига унгарският крал Карой Роберт, който потвърждава правата на неговите противници и го отвежда в плен в Унгария.